# 수색영장
수색영장(搜索令狀, search warrant)은 형사소송법상 법원이 수사기관에게 피의자 등을 상대로 형사소송상의 증거물을 수색할 것을 명령하는 명령장을 말한다. 보통 압수영장과 수색영장이 함께 발부되기 때문에, 즉, 수색하여 찾은 증거물을 압수해 올 것을 명령하기 때문에, 압수수색영장이라고 부른다. 체포영장을 발부받아 피의자의 신병을 확보할 때에도 수색영장이 필요하다. 형사소송법상 모든 강제수사에는 법원의 영장이 필요하다. 수사기관, 공무원, 민간인은 임의수사만을 영장 없이 할 수 있다. 수사기관과 공무원이라고 하여도 외국에 가서는 민간인 신분이기 때문에 임의수사만 가능하다.

## 같이 보기
- 체포영장
- 구속영장
- NSA의 영장 없는 감시 논란

[[분류:압수수